# Cò ruồi
Cò ruồi hay cò ma (danh pháp hai phần: Bubulcus ibis) là một loài chim thuộc họ Diệc, phân bố ở vùng cận nhiệt đới, nhiệt đới và vùng có nhiệt độ ấm. Đây là loài duy nhất của chi Bubulcus. Cò ruồi là loài bản địa của châu Á, châu Phi và châu Âu.

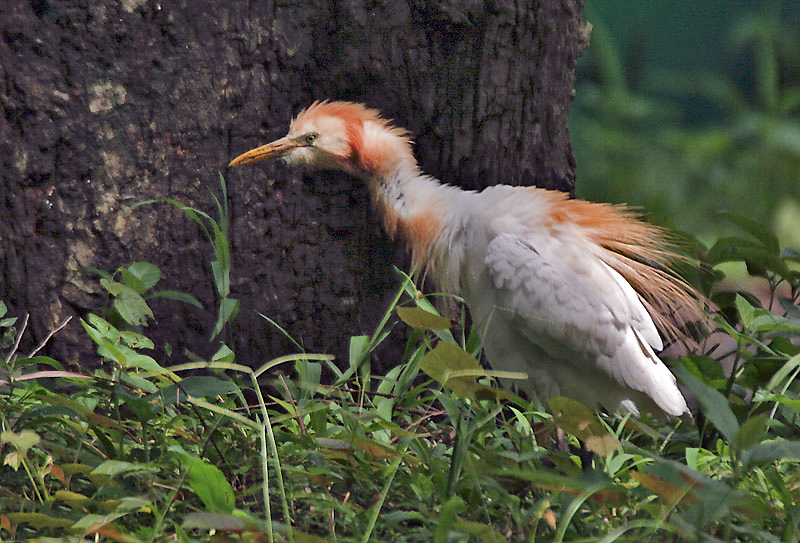
Chim trưởng thành B. i. coromandus với bộ lông trong mùa sinh sản

## Hình ảnh

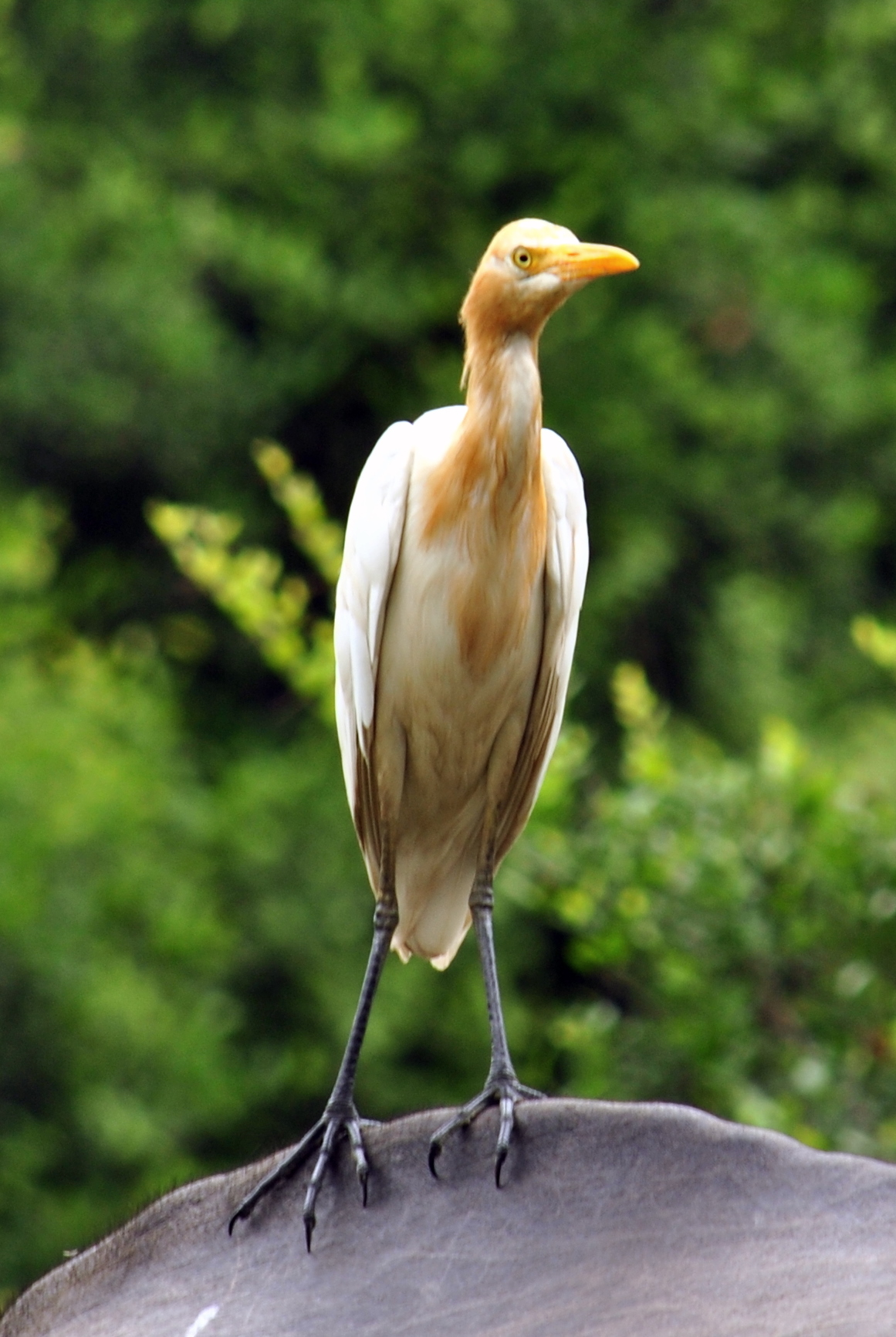
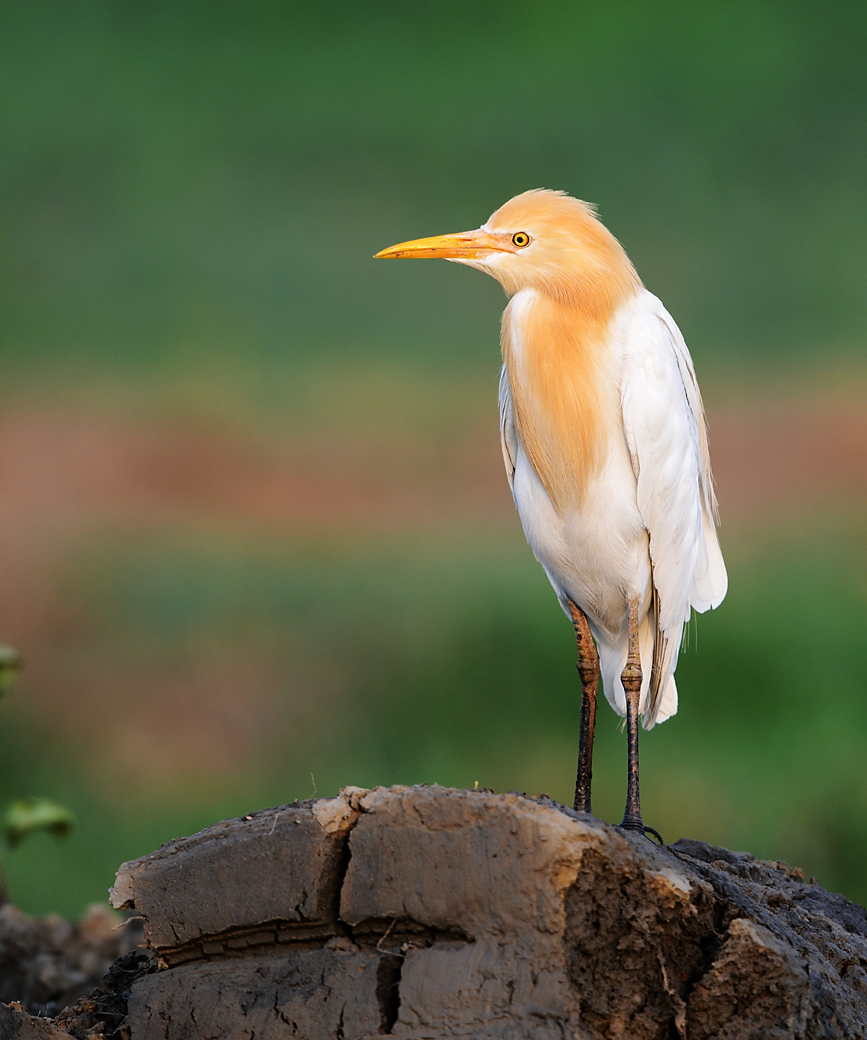
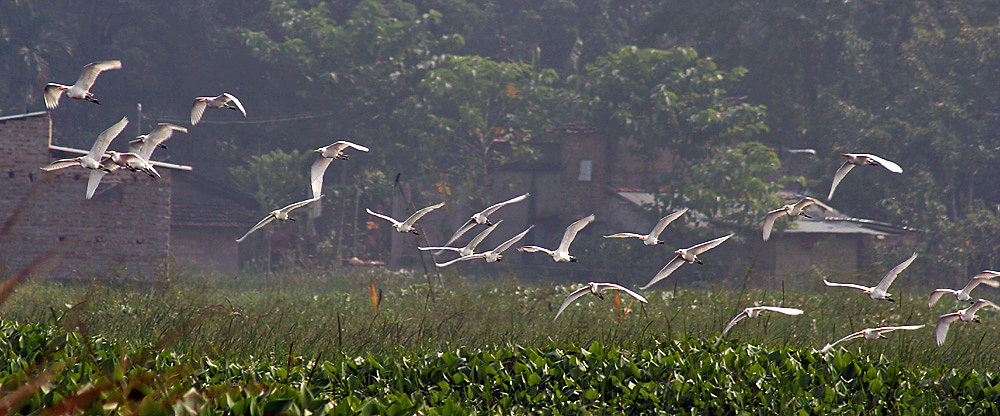
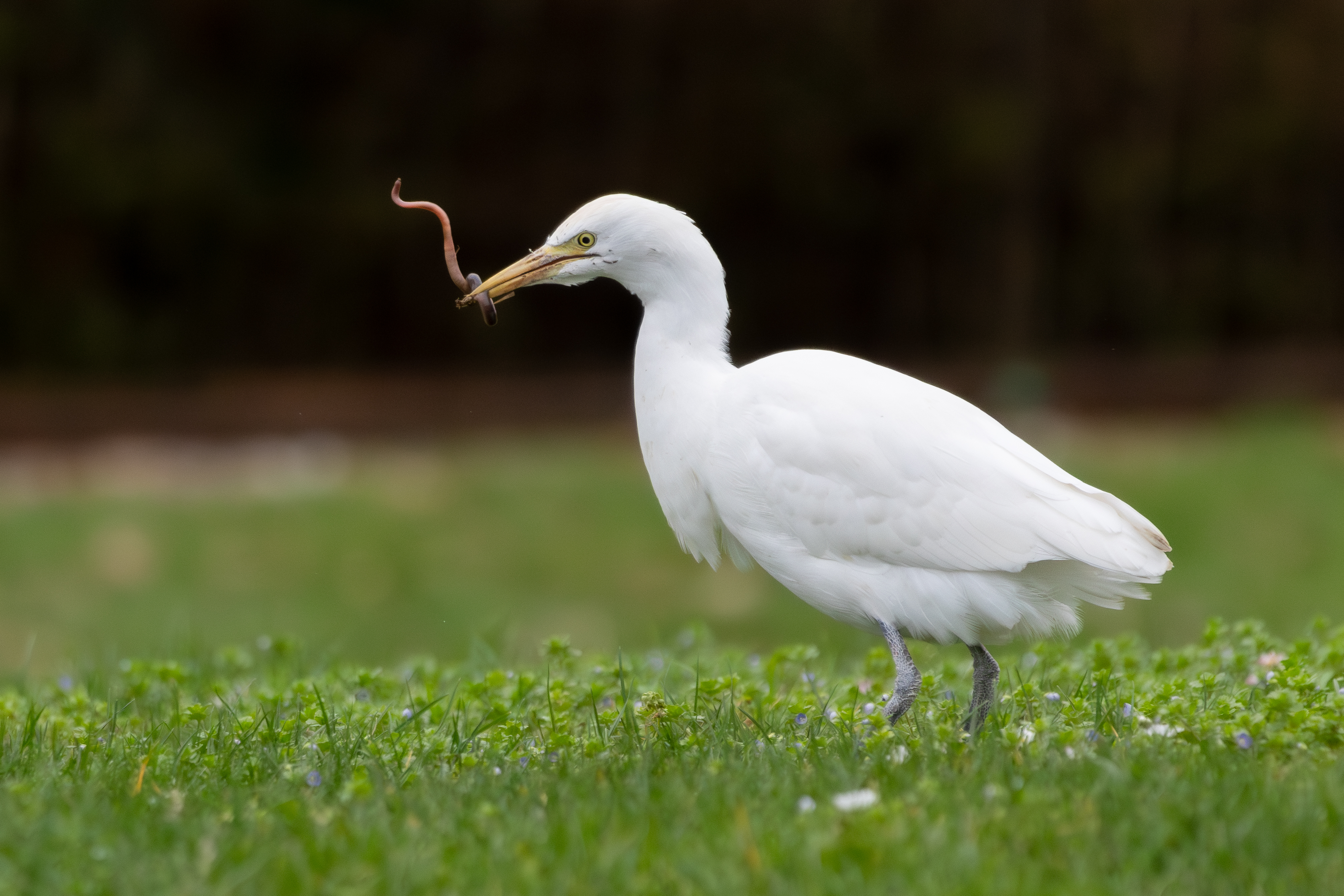
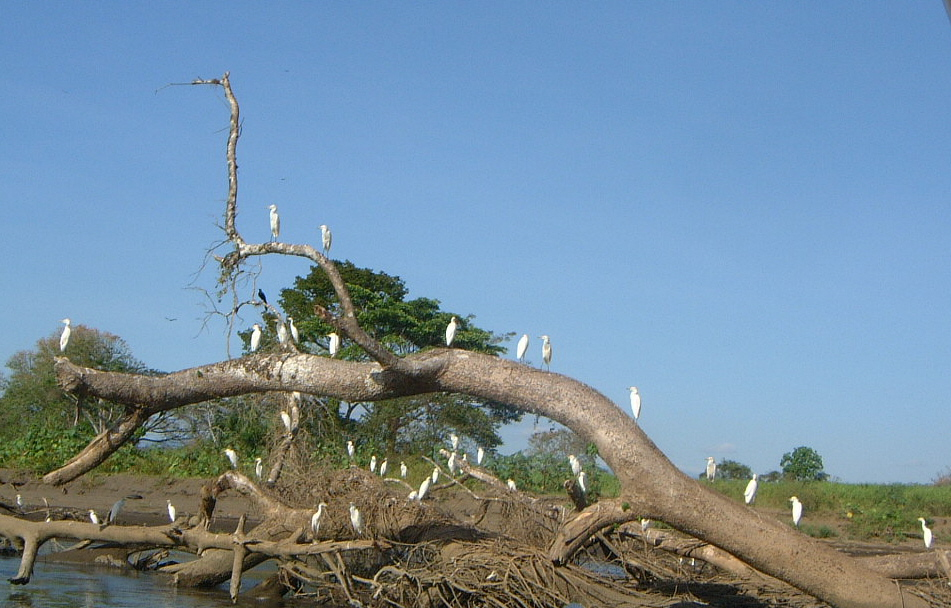

## Miêu tả

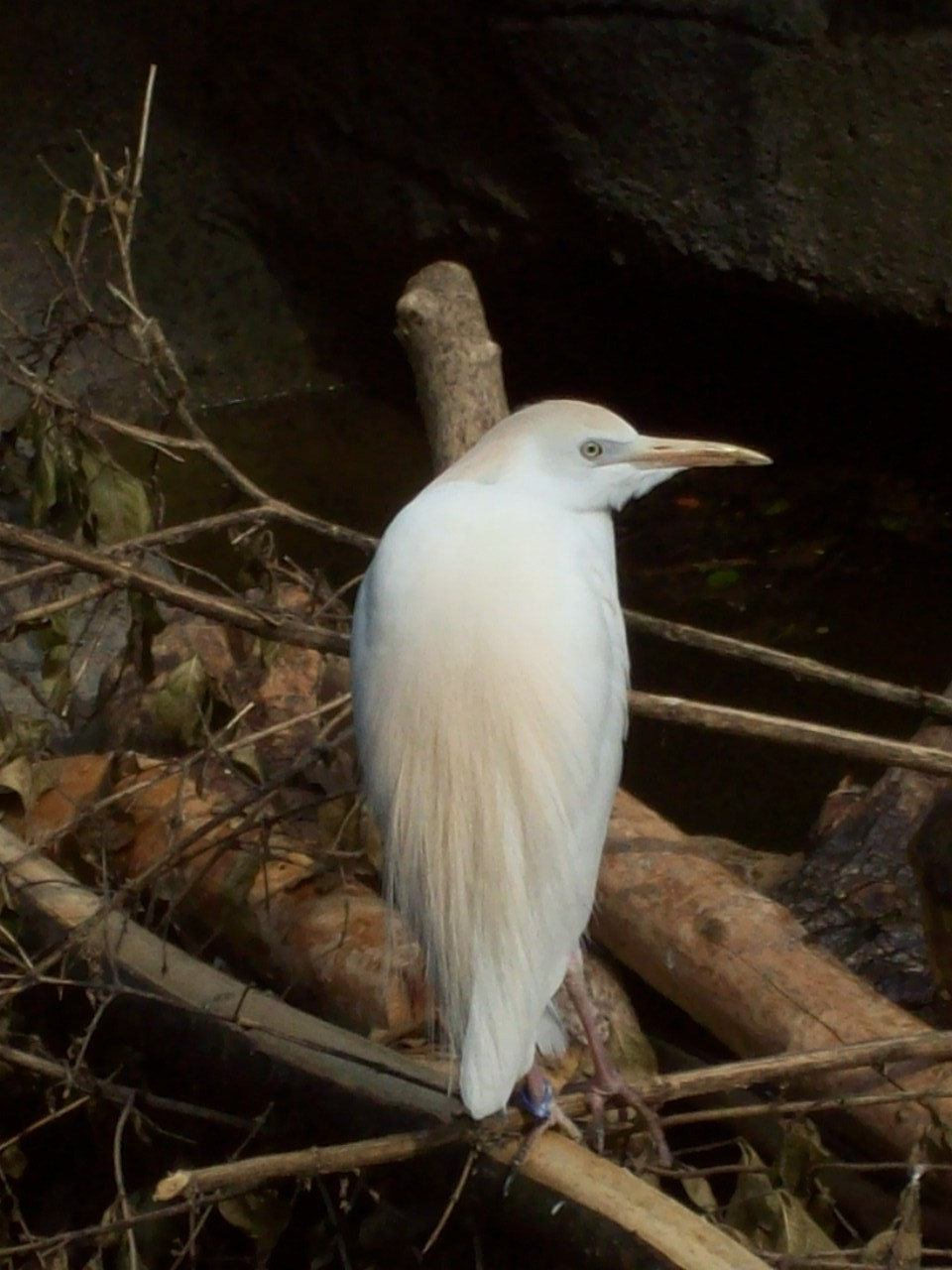
Đang rụt cổ

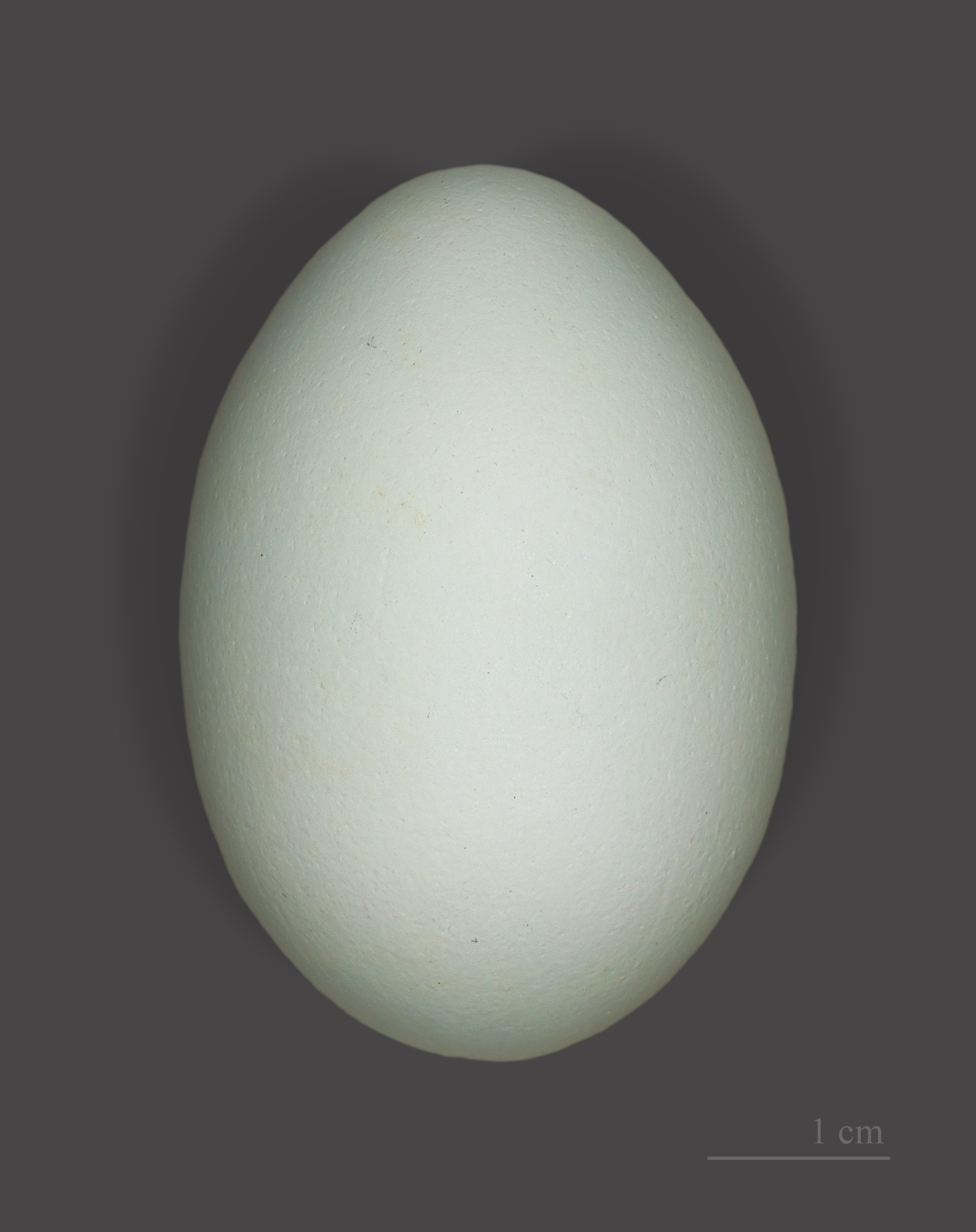
Bubulcus ibis

Cò ruồi có sải cánh 88–96 cm, dài 46–56 centimetres và nặng 270–512 grams. Ngoài mùa sinh sản, cò ruồi có bộ lông trắng, mỏ vàng và chân màu vàng xám. Trong mùa sinh sản, chim trưởng thành chuyển sang màu cam trên lưng, ngực và đầu, còn mỏ, chân và mắt chuyển màu đỏ.